# جوزيف تمبست
جوزيف تمبست (بالسويدية: Joey Tempest)‏ (و. 1963  م) هو مغني، ومغن مؤلف سويدي، ولد في ستوكهولم، يستخدم آلات قيثارة، وهو عضوٌ في أوروبا.

## وصلات خارجية
- جوزيف تمبست على موقع IMDb (الإنجليزية)
- جوزيف تمبست على موقع ألو سيني (الفرنسية)
- جوزيف تمبست على موقع ميوزك برينز (الإنجليزية)
- جوزيف تمبست على موقع أول موفي (الإنجليزية)
- جوزيف تمبست على موقع قاعدة بيانات الأفلام السويدية (السويدية)
- جوزيف تمبست على موقع أول ميوزيك (الإنجليزية)
- جوزيف تمبست على موقع ديسكوغز (الإنجليزية)
- جوزيف تمبست على موقع قاعدة بيانات الفيلم (الإنجليزية)

- جوزيف تمبست في قاعدة بيانات الأفلام على الإنترنت